# And One
Gli And One sono un gruppo musicale tedesco formatosi nel 1989.

## Formazione

### Formazione attuale
- Steve Naghavi (1989-1991, 2001-presente)
- Joke Jay (1992-2001, 2011-presente)
- Rick Schah (1990-1993, 2011-presente)
- Nico Wieditz (2012-presente)

### Ex componenti
- Alex Two (1990-1993)
- Annelie Bertilsson (2000)
- Chris Ruiz (1989-1991, 2002-2011)
- Gio van Oli (2001-2011)

## Discografia

### Album in studio
- Anguish (1991)
- Flop! (1992)
- Spot (1993)
- I.S.T. (1994)
- Nordhausen (1997)
- 9.9.99 9uhr (1998)
- Virgin Superstar (2000)
- Aggressor (2003)
- Bodypop (2006)
- Tanzomat (2011)
- S.T.O.P. (2012)
- Magnet (2014)
- Propeller (2014)
- Achtung 80 (2014)

### Album dal vivo
- Bodypop 1 1/2 (2009)
- Live (2009)

### Raccolte
- Best Of (1997)
- Naghavi's Selection 97-03 (2011)

### Singoli
- Metalhammer (1990)
- Aus Der Traum (1991)
- Techno Man (1992)
- Life Isn't Easy in Germany (1993)
- Driving with My Darling (1994)
- Deutschmaschine (1994)
- Sometimes (1997)
- Sweety Sweety (1997)
- Sitata Tirulala (1997)
- Get You Closer (1998)
- Wasted (2000)
- Amerika Brennt (2001)
- Krieger (2003)
- Military Fashion Show (2006)
- So Klingt Liebe:S/E/X (2006)
- Traumfrau (2006)
- Paddy Is My DJ (2008)
- Zerstörer (2011)
- Back Home (2012)
- Shouts of Joy (2012)

### EP
- Monotonie (1992)
- Military Fashion Show (2006)
- Frontfeuer (2006)
- Shouts of Joy (2012)
- Shice Guy (2012)

## Videografia

### DVD
- Live (2009)

### Video musicali
- Second voice (1991)
- Die Mitte (1992)
- Life Isn't Easy in Germany (1993)
- Driving with my Darling (1994)
- Sometimes (1997)
- Get You Closer (1998)
- Wasted (2000)
- Live Aus Leipzig (2000)
- Krieger (2003)
- Traumfrau (2006)
- So Klingt Liebe (2006)
- Steine Sind Steine (2007)